# زمین‌لرزه ژوئیه ۱۹۷۶ اندونزی
زمین‌لرزه اندونزی در تاریخ ۱۴ ژوئیه ۱۹۷۶ میلادی، برابر با ‎۲۳ تیر ۱۳۵۵، ساعت ۷:۱۳:۲۴ به زمان یوتی‌سی در اندونزی رخ داد. ژرفای این زلزله ۲۵٫۷ کیلومتر بود. بزرگی آن ۶٫۵ در مقیاس Mw اعلام شده‌است. زمین‌لرزه به وقت محلی در روز چهارشنبه، ساعت ۱۴ روی داده و منطقه زمانی آن یوتی‌سی +۷ بوده‌است.
سازمان زمین‌شناسی آمریکا نیز رومرکز این زمین‌لرزه را در مختصات ۸°۱۰′۱۲″جنوبی ۱۱۴°۵۳′۱۷″شرقی / ۸٫۱۷°جنوبی ۱۱۴٫۸۸۸°شرقی و ژرفای آن را در ۴۰ کیلومتر گزارش کرده‌است. بزرگی برگزیدهٔ آن ۶٫۵ در مقیاس Ms بوده‌است. این سازمان، از دید اثر، در میان سه دسته‌بندی «نامحسوس»، «محسوس»، «زیان‌آور» یا «با تلفات»، زلزله را «با تلفات» اعلام کرده‌است.
پروژهٔ «تنسور گشتاور مرکزوار» زاویه‌های (راستا، شیب، ریک) گسل سازندهٔ زمین‌لرزه و صفحه عمود بر آن را (°۹۶، °۲۹، °۸۷) یا (°۲۸۰، °۶۱، °۹۲) و نوع گسل را«معکوس» فرارسانده‌است.
شمار کشتگان زلزله حدود ۵۶۳ نفر بوده‌است. تعداد زخمیان ۲۳۰۰ نفر برآورده شده‌است.